# Colin Turkington

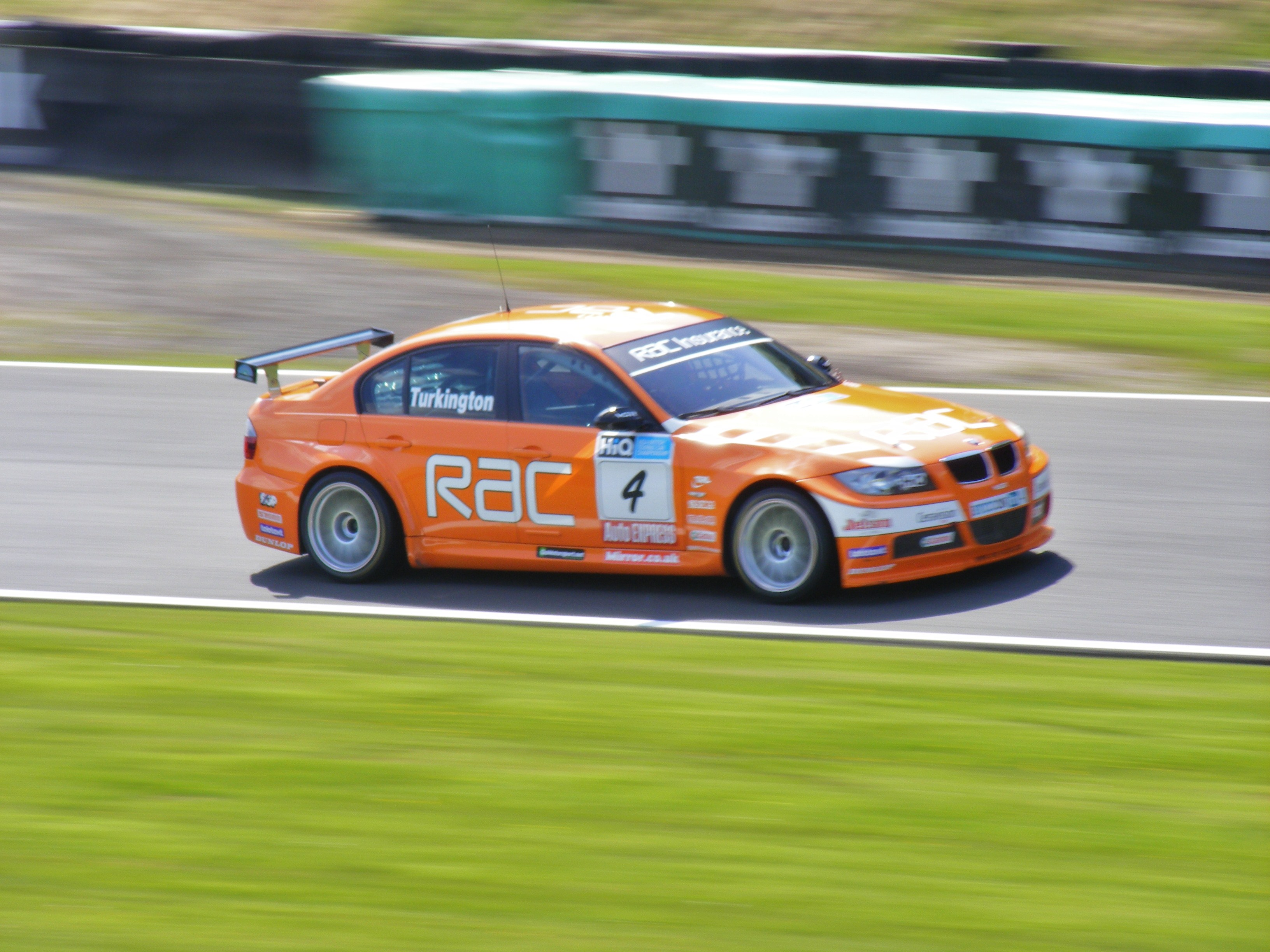
Turkington en Oulton Park 2009

Colin Henry Turkington (Portadown, County Armagh; 21 de marzo de 1982) es un piloto de automovilismo británico. Fue campeón del Campeonato Británico de Turismos de 2009, 2014, 2018 y 2019, tercero en 2006, cuarto en 2008 y 2015, quinto en 2013 y sexto en 2004 y 2005. Ha logrado 51 victorias a lo largo de su carrera.

## Carrera
Turkington comenzó su carrera deportiva en el Ulster Karting Series en 1993. Él compitió en autograss en 1996 y 1997, antes de pasar al Metro Championship de Irlanda del Norte en 1998, donde ganó su primer título. Corrió en la Copa Ford Fiesta de la Gran Bretaña en 1999 hasta 2001, ganando el título en el último año.
En 2002, Turkington pasó al Campeonato de Turismo Británico de la mano del equipo Atomic Killen con la marca MG. En su temporada debut, terminó 14 en el campeonato, y en la clase independiente, con un tercer puesto en Croft como mejor resultado. En 2003, se quedó en el equipo,a pesar de que este cambio el nombre a MG Sport & Racing; ganó su primera carrera en Brands Hatch, obtuvo 5 podios y acabó octavo en el campeonato. El año siguiente, se mantuvo en el equipo, a pesar de la pérdida de apoyo oficial de fábrica de MG y fue renombrado como West Surrey Racing. Terminó sexto en 2004, añadiendo otra victoria a su cuenta personal en el Mondello Park.
En 2005 Turkington sustituyó al campeón defensor James Thompson en Vauxhall. Pero no pudo pelear por el título, y terminó en sexto lugar, con 2 victorias, 3 segundos puestos y 3 poles. En 2006, Turkington volvió para West Surrey Racing para conducir un MG. Terminó tercero en el campeonato por detrás de Matt Neal y Jason Plato, obteniendo dos victorias y 14 podios en 30 carreras.
Para 2007, su equipo cambia de marca, y pasa a correr con BMW, donde gana el título de pilotos en la clase independiente. En 2008 logró cuatro victorias en su camino al cuarto lugar en la clasificación general, conservando la corona los conductores de la clase independiente. También terminó todas las carreras de la temporada. En 2009, Turkington tomó el liderato en la general del campeonato en la mitad de la temporada, y se coronó campeón absoluto de la BTCC, con seis victorias y con una racha ininterrumpida de dieciocho carreras sumando puntos, de Croft en adelante.
Por otra parte, en 2007, Turkington hizo 4 apariciones en el Campeonato Mundial de Turismos para West Surrey Racing (WSR), con un podio en su debut en Brands Hatch. Retornó a la serie en 2010, con un programa parcial en el equipo WSR, donde consiguió su primera victoria de la categoría en Okayama, y 4 podios.
Para 2011, Turkington decidió conducir un BMW 320si en el Campeonato de Turismos Escandinavos para el equipo de Flash Engineering. Turkington obtuvo 5 podios en 18 carreras, pero ninguna victoria, y terminó quinto en la clasificación. También disputó 6 carreras con un BMW para Wiechers-Sport, donde logró solo un segundo puesto en la carrera de Tianma como mejor resultado. En 2012, disputó solo la doble fecha de la WTCC en Shanghái, para WSR con un Chevrolet, donde terminó sexto y séptimo en las dos mangas.
En 2013 Turkington volvió al Campeonato Británico de Turismo para WSR, conduciendo un BMW Serie 1. Logró 5 victorias, y 10 podios para terminar quinto en la tabla general. El piloto consiguió ocho triunfos y 19 podios en las 30 carreras de la temporada 2014, por lo que se coronó campeón ante Jason Plato y Gordon Shedden.
BMR contrató a Turkington para pilotar un Volkswagen CC en el Campeonato Británico de Turismos 2015. Obtuvo cuatro victorias, cuatro terceros puestos y 14 top 5 en 30 carreras, por lo que se ubicó cuarto en la clasificación final.
En 2016, BMR paso a utilizar el Subaru Levorg. Turkington obtuvo cinco victorias y diez podios, finalizando cuarto en el campeonato de pilotos, pese a ausentarse en una fecha.
El piloto retornó a WSR para la temporada 2017. Al volante de un BMW Serie 1 oficial, acumuló cuatro victorias y 13 podios en 30 carreras, resultando subcampeón por detrás de Ashley Sutton.
En 2018, el piloto norirlandés ganó de nuevo el Campeonato Británico de Turismos, de nuevo con un BMW, el cual, aunque solo ganase una carrera, debido a su gran regularidad obtuvo 10 podios y solo estuvo fuera de los puntos en 4 carreras, quitando otros dos abandonos en Donington y Snetterton. Aunque abandonase en las dos últimas carreras en Brands Hatch, ganó el campeonato superando a Tom Ingram por 12 puntos.
En 2019 volvió a ganar el  Campeonato Británico de Turismos, igualando a Yvan Muller con 4 ediciones ganadas, la cual ha igualado el récord de mayor triunfador en el Campeonato Británico de Turismos, pero de una forma muy sufrida y puede que con suerte. En la penúltima jornada de carreras en Silverstone, Turkington vencía el campeonato por 11 puntos por delante de Dan Cammish y en tercera posición y solo a un punto de Dan Cammish estaba Andrew Jordan. Turkington vencía por una diferencia grande, aunque todo se le fue al garete en solamente 2 carreras. Dan Cammish ganaba la primera carrera en Brands Hatch donde Colin terminó 5.º, donde Cammish le recortó 9 puntos, y después en la segunda carrera, después de una colisión con Matt Neal de la que hay muchas dudas (Aunque Colin luego en medios mencionaba que era una acción muy sucia por parte de Matt), Dan Cammish se adelantaba en el campeonato por 9 puntos. Colin necesitaba quedar como mínimo séptimo y Cammish no podía puntuar. para poder ser campeón. Después de 14 vueltas, Turkington se encontraba 8o con Cammish 6o muy cerca. Cabe mencionar que Colin salió 25o y que remontó 18 posiciones en 14 vueltas. En la vuelta 14, Colin se puso 7o adelantando a Ingram. luego, Turkington pasaba a Cammish colocándose 6o. Turkington solo necesitaba que Cammish no puntuase, y paso. En la vuelta 14, Dan Cammish perdía el coche, tocaba la hierba y se iba contra el muro, abandonando la carrera. Ganando 19 posiciones en 15 vueltas, Colin Turkington venció el Campeonato Británico de Turismos de 2019 por solamente 2 puntos. Andrew Jordan, que si pudo terminar la carrera y puntuar, acababa con los mismos puntos que Dan Cammish y acababa el campeonato en segunda posición.